# 平野耕一
平野 耕一（ひらの こういち、1944年 - ）は日本の牧師。福音派の教会で、結婚セミナーの講師で有名である。

## 経歴
東京都葛飾区の出身。東京聖書学院を卒業後、米国留学。デューク大学神学院を卒業（M.Div.)。米国合同メソディスト教会から按手を受け、17年間にわたり米国において、白人および日系人教会を牧会する。1989年に帰国し、1991年より町田市の玉川学園で東京ホライズンチャペルを始める。

## 著書
- 平野耕一、「愛とは何ですか」いのちのことば社　2011
- 平野耕一、「希望とは何ですか」いのちのことば社　2010
- 平野耕一、「信仰とは何ですか」いのちのことば社　2010
- 平野耕一、「よくわかる聖霊論」いのちのことば社　2009
- 平野耕一、「わくわくクリスチャンライフ」いのちのことば社　2008
- 平野耕一、「上を向いて生きるビタミンＡ」いのちのことば社　1998
- 平野耕一、平野洋子共著「わかりあう夫婦となるために」いのちのことば社　1993
- 平野耕一、平野洋子共著「結婚生活の良循環・悪循環」いのちのことば社

- 平野耕一、平野洋子共著「ああ、結婚！」新生出版社

- 平野耕一、「賜物に気づく　幸福に気づく」リヨン社　2008
- 平野耕一、「世界中で語り継がれている　希望物語」鳥影社　2010

- 平野耕一、「ソーン・バード」プリズム社　2011
- 平野耕一、「血液型より気質分析」プリズム社　2010
- 平野耕一、「パッションを理解するために」プリズム社　2004
- 平野耕一、「ヤベツの祈り2」プリズム社　2002
- 平野耕一、「ヤベツの祈り」プリズム社　2001
- 平野耕一、「イエスと囲む食卓」プリズム社　2000
- 平野耕一、「つながっていたい」プリズム社　1999
- 平野耕一、「私を映す鏡」プリズム社　1999
- 平野耕一、「自分らしく生きるために」プリズム社　1998
- 平野耕一、「ヨハネ福音書の謎」プリズム社　1997
- 平野耕一、「これだけは知ってもらいたい」プリズム社　1995
- 平野耕一、「男性を理解するために」プリズム社　1995
- 平野耕一、「まず、祈ってみよう」プリズム社　1995

## 訳書
- チャック・スミス著「聖霊について教えてください」プリズム社　2002
- チャック・スミス著「黙示録の封印を解く」プリズム社　1994
- チャック・スミス著「収穫の時代」プリズム社　1994
- チャック・スミス著「力を解放する祈り」プリズム社　1994
- ピーター・ワグナー著「霊の戦いの祈り」暁書房、1992